# قانون إعادة ترخيص نظام معلومات الجفاف الوطني المتكامل لعام 2013
قانون إعادة ترخيص نظام معلومات الجفاف الوطني المتكامل لعام 2013 (بالإنجليزية: National Integrated Drought Information System Reauthorization Act of 2013) هو مشروع قانون من شأنه إعادة تفويض النظام الوطني المتكامل لمعلومات الجفاف، وهو برنامج يفحص تأثير حالات الجفاف ويحاول الاستجابة لها على المستوى الفيدرالي. سيمدد مشروع القانون البرنامج حتى 2018.
تم تقديم قانون إعادة ترخيص نظام معلومات الجفاف الوطني المتكامل لعام 2013 في كونغرس الولايات المتحدة رقم 113. إجراء مماثل قام به الكونغريس وهو قانون معلومات الجفاف لعام 2013، تم تقديمه إلى مجلس الشيوخ الأمريكي وتم إقراره. وقع الرئيس باراك أوباما على القانون الوطني لإعادة ترخيص نظام معلومات الجفاف المتكامل لعام 2013 ليصبح قانونًا باسم Pub.L. 113–86 في 6 مارس 2014.